# Liv e Maddie (2.ª temporada)
A segunda temporada de Liv & Maddie estreou em 21 de setembro de 2014 nos Estados Unidos, em 14 de fevereiro de 2015 no Brasil e em 2 de janeiro de 2015 em Portugal.

## Enredo
Nesta temporada Maddie tenta encontrar um outro hobby, porque sua lesão impede de jogar basquete o que faz passar vários episódios com a perna lesionada. Enquanto isso Liv aproveita a percussão de seu mais recente estrelato em "Lobos no Espaço" durante quase toda temporada. Ao longo da temporada, Liv reencontra um velho amigo chamado Rolden que ao dia a dia acaba despertando sentimentos amorosos por ele, mas o que impede é que sua melhor amiga Andie namora com Holden, e Liv tenta diminuir esse sentimento por ele. Aos últimos capítulos, Maddie e Diggie não continuaram mais juntos.

## Elenco

### Principal
- Dove Cameron como Liv and Maddie Rooney
- Joey Bragg como Joey Rooney
- Tenzing Norgay Trainor como Parker Rooney
- Kali Rocha como Karen Rooney
- Benjamin King como Pete Rooney

## Episódios
| # | #  | Título                                                                            | Dirigido por       | Escrito por                          | Datas de estreias                                                    | Código de produção | Audiência (em milhões) |
| --- | -- | --------------------------------------------------------------------------------- | ------------------ | ------------------------------------ | -------------------------------------------------------------------- | ------------------ | ---------------------- |
| 22 | 1  | "Estreia Rooney (PT) A Estreia da Rooney (BR)" "Premiere-A-Rooney"                | Shelley Jensen     | John D. Beck e Ron Hart              | 21 de setembro de 2014 14 de fevereiro de 2015 2 de janeiro de 2015  | 201                | 2.04                   |
| A premiere de Liv de "Lobos do Espaço" é na mesma noite do Wisconsin Cheddar-Brat Fest, o festival de queijo mais tradicional de Winsconsin. |    |                                                                                   |                    |                                      |                                                                      |                    |                        |
| 23 | 2  | "Oleira Rooney (PT) A Cerâmica da Rooney (BR)" "Pottery-A-Rooney"                 | Shelley Jensen     | John Peaslee                         | 28 de setembro de 2014 15 de fevereiro de 2015 9 de janeiro de 2015  | 202                | 1.97                   |
| Enquanto Maddie se recupera de sua lesão no joelho descobre um novo passatempo, que acaba por ser a cerâmica. Enquanto isso, Karen pede a Liv conselhos de moda. |    |                                                                                   |                    |                                      |                                                                      |                    |                        |
| 24 | 3  | "Helgaween Rooney (PT) Helgaween Rooney (BR)" "Helgaween-A-Rooney"                | Rich Correll       | John D. Beck e Ron Hart              | 5 de outubro de 2014 31 de outubro de 2015 23 de outubro de 2015     | 207                | 2.58                   |
| A celebração do Halloween dos Rooney toma um rumo inesperado quando um amuleto mágico transforma as gêmeas Liv e Maddie em trigêmeas, produzindo uma irmã assustadora chamada Helga. Enquanto isso, Joey e Parker usam o amuleto para clonar a si mesmos. |    |                                                                                   |                    |                                      |                                                                      |                    |                        |
| 25 | 4  | "Kathy Kan e a Rooney (BR) Kathy Kan Rooney (PT)" "Kathy Kan-A-Rooney"            | Linda Mendoza      | Danielle Hoover e David Monahan      | 12 de outubro de 2014 21 de fevereiro de 2015 16 de janeiro de 2015  | 204                | 2.25                   |
| Liv torna-se amiga rápido com a popstar coreana e sensação adolescente internacional: Kathy Kan, quando ela vem para os Estados Unidos para estudar sobre Liv para a versão coreana do seu programa de sucesso, "Cante Alto". Estrela convidada: Piper Curda como Kathy Kan |    |                                                                                   |                    |                                      |                                                                      |                    |                        |
| 26 | 5  | "Arranjinho Rooney (PT) O Cupido Rooney (BR)" "Match-A-Rooney"                    | Rich Correll       | David Tolentino                      | 2 de novembro de 2014 22 de fevereiro de 2015 6 de fevereiro de 2015 | 205                | 1.87                   |
| Liv tenta se fazer de cupido para ajudar Willow a conquistar o coração de Joey no baile da escola. Enquanto isso, Maddie treina a turma de Karatê de Parker, mas com muita rigidez. |    |                                                                                   |                    |                                      |                                                                      |                    |                        |
| 27 | 6  | "Cestos Rooney (PT) As Cestas da Rooney (BR)" "Hoops-A-Rooney"                    | Rich Correll       | Sylvia Green                         | 23 de novembro de 2014 1 de março de 2015 20 de fevereiro de 2015    | 206                | 2.57                   |
| Quando Liv é oferecida o papel principal em um filme de basquete, Maddie e Willow transformam ela de uma atleta desajeitada para uma profissional do esporte. |    |                                                                                   |                    |                                      |                                                                      |                    |                        |
| 28 | 7  | "Réveillon dos Rooney (BR) Passagem de Ano Rooney (PT)" "New Year's Eve-A-Rooney" | Victor Gonzalez    | John Peaslee                         | 7 de dezembro de 2014 28 de fevereiro de 2015 18 de dezembro de 2015 | 208                | ASA                    |
| Liv prepara uma festa de Ano Novo e quando um segredo é revelado ao vivo na TV, faz com que Maddie comece a questionar seu relacionamento a longa distância com Diggie. |    |                                                                                   |                    |                                      |                                                                      |                    |                        |
| 29 | 8  | "Mano-Gruta Rooney (PT) Os túneis dos Rooney (BR)" "Bro-Cave-A-Rooney"            | Adam Weissman      | John D. Beck e Ron Hart              | 18 de janeiro de 2015 6 de abril de 2015 20 de março de 2015         | 203                | 2.57                   |
| Quando Joey e Parker finalmente chegam ao ponto de não querer mais limpar seu quarto imundo. Quando eles tentam enganar Liv e Maddie para limpá-lo para eles, as meninas lutam para trás com uma arma ainda melhor. |    |                                                                                   |                    |                                      |                                                                      |                    |                        |
| 30 | 9  | "Reciclagem Rooney (PT) O Amuleto das Rooney (BR)" "Upcycle-A-Rooney"             | Chris Poulos       | Linda Mathious e Heather MacGillvray | 25 de janeiro de 2015 11 de maio de 2015 10 de abril de 2015         | 210                | 2.52                   |
| Maddie fica arrasada quando ela perde sua pulseira da sorte que Liv lhe dera. No entanto, quando Liv tenta fazê-la sentir-se culpada, Maddie decide ensinar-lhe uma lição. Enquanto isso, os sentimentos de Joey são feridos quando Parker ganha um novo "irmão mais velho" legal. |    |                                                                                   |                    |                                      |                                                                      |                    |                        |
| 31 | 10 | "Notas Rooney (PT) A Nota das Rooney (BR)" "Rate-A-Rooney"                        | Adam Weissman      | Jennifer Keene                       | 8 de fevereiro de 2015 17 de julho de 2015 24 de abril de 2015       | 215                | 2.17                   |
| Todd, um garoto popular, avalia todas as meninas da escola junto de seus amigos, dando notas de aparência para elas. As meninas da escola se revoltam, e fazem uma rebelião contra os garotos. Enquanto isso, Joey e Parker brigam para ver quem comanda no quarto. |    |                                                                                   |                    |                                      |                                                                      |                    |                        |
| 32 | 11 | "Suspensão Rooney (PT) Gêmeas Doentes (BR)" "Detention-A-Rooney"                  | Jody Margolin Hahn | John Peaslee                         | 15 de fevereiro de 2015 12 de maio de 2015 27 de março de 2015       | 209                | 2.53                   |
| Para se livrar de um concurso de mãe e filho, Parker intencionalmente se esforça para ficar de detenção. Liv e Maddie ficam doentes ao mesmo tempo fazendo o pai ficar de enfermeira todo tempo. Joey faz uma aposta com Artie e ganha seus "minions". |    |                                                                                   |                    |                                      |                                                                      |                    |                        |
| 33 | 12 | "'Escapamentos Rooney (BR) Escape Rooney (PT)" "Muffler-A-Rooney"                 | Victor Gonzalez    | Sylvia Green                         | 1 de março de 2015 13 de maio de 2015 8 de maio de 2015              | 211                | 2.01                   |
| Liv fica ansiosa para realizar novamente seu primeiro comercial que fez na infância e reencontrar uma amiga, enquanto Maddie está nervosa por voltar a jogar basquete. Karen torna-se viciada em um jogo de realidade virtual de Parker. |    |                                                                                   |                    |                                      |                                                                      |                    |                        |
| 34 | 13 | "Presente da Rooney (BR) Presentes Rooney (PT)" "Gift-A-Rooney"                   | Benjamin King      | Kali Rocha                           | 8 de março de 2015 14 de maio de 2015 29 de maio de 2015             | 212                | 2.02                   |
| Liv, ao conversar com Diggie pela internet, descobre que ele dará de presente para Maddie uma bandana para suor pelo seu aniversário de namoro com ela. Sabendo que o presente é horrível, Liv interfere na escolha do presente. Parker cria um creme reparador de rugas para Karen, mas no final o creme não dá bons resultados. |    |                                                                                   |                    |                                      |                                                                      |                    |                        |
| 35 | 14 | "Vizinho das Rooney (BR) Vizinhos Rooney (PT)" "Neighbors-A-Rooney"               | Johnathan McClain  | Kali Rocha                           | 26 de março de 2015 15 de maio de 2015 19 de junho de 2015           | 213                | 1.72                   |
| Durante uma briga com os Dippledorfs, Liv e Karen roubam uma girafa de cerâmica de seus vizinhos como vingança por nunca as convidarem para as festas da vizinhança. Nisso, Liv reencontra seu colega de infância Holden Dippledorf, de quem ela tem raiva, por que ele roubou sua caneta favorita no 3ºano. Enquanto isso, Joey fica fascinado com uma nova garota que se torna membro do Conselho Intergalático. |    |                                                                                   |                    |                                      |                                                                      |                    |                        |
| 36 | 15 | "A Rooney repete (BR) Repete Rooney (PT)" "Repeat-A-Rooney"                       | Benjamin King      | Marc C. Secada                       | 09 de abril de 2015 5 de julho de 2015 31 de julho de 2015           | 214                | 1.65                   |
| Liv acaba descobrindo que, quando foi para Hollywood estrelar "Cante Alto!", ela não fez o seu trabalho final da sexta série. Ela então precisa terminar esse trabalho se quiser se formar. Porém, existe uma condição: Liv terá que fazer o trabalho em sala de aula, coincidentemente na classe de Parker. |    |                                                                                   |                    |                                      |                                                                      |                    |                        |
| 37 | 16 | "Cozinheira Rooney (BR / PT)" "Cook-A-Rooney"                                     | Andy Fickman       | Danielle Hoover e David Monahan      | 12 de abril de 2015 14 de dezembro de 2015 28 de agosto de 2015      | 221                | 2.09                   |
| Para aumentar a sua nota na classe de economia doméstica, Maddie deve derrotar Artie em uma competição de mestre cozinheiro da classe. Enquanto isso, Joey convence Pete para apoiar seus clubes inventados na escola mas no final Karen descobre. |    |                                                                                   |                    |                                      |                                                                      |                    |                        |
| 38 | 17 | "Os Rooney Vão para a Formatura (BR) Baile Rooney (PT)" "Prom-A-Rooney"           | Shannon Flynn      | Heather MacGillvray e Linda Mathious | 19 de abril de 2015 22 de agosto de 2015 1 de outubro de 2015        | 219                | 2.19                   |
| Liv percebe que tem uma queda por Holden, mas Andie o convida para o baile antes que Holden a convide. Com Diggie distante, Karen organiza e faz para Maddie ir com seu estranho primo Craig ao baile. |    |                                                                                   |                    |                                      |                                                                      |                    |                        |
| 39 | 18 | "Flugelball Rooney (PT) Flugobol da Rooney (BR)" "Flugelball-A-Rooney"            | Adam Weissman      | David Talentino                      | 3 de maio de 2015 15 de dezembro de 2015 17 de julho de 2015         | 216                | 2.04                   |
| Diggie finalmente volta a Stevens Point, para a alegria de Maddie. Porém, ela percebe que ele não é o mesmo de quando foi. Quando uma revelação dele é posta à tona, o relacionamento dos dois sofre risco. Enquanto isso, Parker ensina um velho amigo a andar de bicicleta. |    |                                                                                   |                    |                                      |                                                                      |                    |                        |
| 40 | 19 | "Banda Rooney (PT) A banda da Rooney (BR)" "Band-A-Rooney"                        | Jody Margolin Hahn | Danielle Hoover e David Monahan      | 14 de junho de 2015 16 de dezembro de 2015 25 de setembro de 2015    | 220                | 2.08                   |
| A prefeitura de Stevens Point organiza uma batalha de bandas, e Willow implora para Liv fazer parte da sua banda junto com Andie. Porém, nenhuma das três sabe tocar guitarra, então Andie convida Holden para tocar com elas. Aí que surge o problema, porque Liv não consegue se concentrar com Holden por perto. Enquanto isso, Joey, Artie e Karen formam uma banda para competir. |    |                                                                                   |                    |                                      |                                                                      |                    |                        |
| 41 | 20 | "Vídeo Rooney (PT) O Cupido Rooney (BR)" "Video-A-Rooney"                         | Andy Fickman       | David Tolentino                      | 21 de junho de 2015 17 de dezembro de 2015 25 de setembro de 2015    | 223                | 2.31                   |
| Depois de vencer a batalha das bandas, a The Dream (banda de Liv, Willow, Andie e Holden) resolve fazer um videoclipe de sua nova música, "As Long As I Have You". Porém, cada um tem uma ideia diferente para o clipe, e isso gera uma briga que pode comprometer o futuro da banda. Enquanto isso, Parker se aproveita do fato de que Diggie ainda gosta de Maddie para induzi-lo a fazer tudo o que ele quer. Joey inicia uma nova batalha em seu clube de Batalhas Intergaláticas, porém, Karen se envolve um pouco demais, deixando Joey constrangido. |    |                                                                                   |                    |                                      |                                                                      |                    |                        |
| 42 | 21 | "Triângulo Rooney (BR / PT)" "Triangle-A-Rooney"                                  | Andy Fickman       | Eric Abrams                          | 19 de julho de 2015 18 de dezembro de 2015 9 de outubro de 2015      | 217                | 2.25                   |
| Quando Liv acha que finalmente esqueceu Holden, ele demonstra gostar dela. Mas ela tem receio, pois ele namora com a Andie, uma de suas melhores amigas. Enquanto isso, o melhor amigo de Parker começa a passar tempo demais com Maddie, deixando Parker ciumento. |    |                                                                                   |                    |                                      |                                                                      |                    |                        |
| 43 | 22 | "Suspeitos-Rooney (BR) Rooney Tramada (PT)" "Frame-A-Rooney"                      | Jody Margolin Hahn | William Luke Schreiber               | 26 de julho de 2015 11 de outubro de 2015 20 de novembro de 2015     | 222                | 2.53                   |
| A nova mascote de Ridgewood High é vandalizada e toda a família Rooney torna-se suspeita. Enquanto isso, Parker não tem escola e mete-se em sarilhos em casa com o seu amigo Reggie. |    |                                                                                   |                    |                                      |                                                                      |                    |                        |
| 44 | 23 | "Sparf-a-Rooney (PT) Rooneys vão ao festival (BR)" "SPARF-A-Rooney"               | Andy Fickman       | Danielle Hoover e David Monahan      | 16 de agosto de 2015 12 de março de 2016 29 de abril de 2016         | 303                | 1.90                   |
| Maddie e Diggie tentam sair para se divertir num festival de música local. Liv está encarregue de ajudar a Andie a superar o fim da sua relação com Holden. Enquanto isso, Parker constrói uma cadeira voadora para levar Joey ao festival sem ele lá por os pés. |    |                                                                                   |                    |                                      |                                                                      |                    |                        |
| 45 | 24 | "Campeã Rooney (BR / PT)" "Champ-A-Rooney"                                        | Andy Fickman       | John D Beck e Ron Hart               | 23 de agosto de 2015 19 de dezembro de 2015 19 de fevereiro de 2016  | 224                | 2.45                   |
| A equipa de basquetebol da escola ganha o campeonato de Stevens Point enquanto que Diggie, antes de partir para Austrália, precisa de encontrar Maddie e dizer-lhe o que ainda sente por ela. Enquanto isso, Parker, Reggie e Evan esperam ansiosos sentados no sofá para verem a nova temporada de Linda e Heather. |    |                                                                                   |                    |                                      |                                                                      |                    |                        |